# Murkovića mlin
Murkovića mlin je stari mlin vodenica na rijeci Novčici u gradu Gospiću, jedna od najstarijih građevina i simbol grada.
Ne zna se starost Murkovića mlina. Bio je u funkciji do 1945. godine kada su ga partizanske vlasti zatvorile. Razlog zatvaranja bila je izmišljotina da vlasnici mlina, ugledna obitelj Murković, nije plaćala porez. Mlin je ponovno proradio 1947. godine i radio do 1988. godine, kada je zadnji mlinar otišao u mirovinu.
Na rijeci Novčici, koja prolazi kroz središte Gospića, gradili su se mlinovi vodenice, od kojih je jedino preživio Murkovića mlin, a još početkom 20. stoljeća na rijeci su građena i javna kupališta. Malo po malo takav značaj Novčice je nestajao, kupališta su se gasila, Murkovića mlin u samom središtu Gospića prestao je raditi, a obala rijeke je postala gotovo nepristupačna. U posljednje vrijeme postoje inicijative za povećanje značaja rijeke Novčice.
Područje oko Murkovića mlina pripada u najstariji dio grada Gospića. U samoj blizini mlina nalazi se kuća obitelji Verzona stara oko 500 godina. Bila je tu do prije nekoliko godina i ledara, nevelik objekt od klesanog kamena sa svoltanim stropom. Tu su početkom prošlog stoljeća vrijedni Ličani čuvali do ljeta velike količine leda kojega bi nasjekli na Novčici.
Preko Novčice sagrađen je novi most, s kojega se pruža pogled na Murkovića mlin i gospićku katedralu, koja se nalazi u blizini.